# 曾凡华 (作家)
曾凡华（1947年—），男，湖南溆浦人，中国诗人、作家、编辑，中国人民解放军大校，曾任中国诗歌学会副会长。